# Schefflera hypoleuca
Schefflera hypoleuca là một loài thực vật có hoa trong Họ Cuồng cuồng. Loài này được (Kurz) Harms miêu tả khoa học đầu tiên năm 1894.